# Brachythele varrialei
Brachythele varrialei är en spindelart som först beskrevs av Raymond Comte de Dalmas 1920.  Brachythele varrialei ingår i släktet Brachythele och familjen Nemesiidae. Inga underarter finns listade.